# 艾世菊
艾世菊（1916年—2012年6月2日），中國京劇演員，工丑行，北京人，原名艾雲章，曾用藝名艾世環。
出身北京富連成科班世字科，師從總教習蕭長華和師兄馬富祿、蕭盛萱、葉盛章。
1949年后在上海工作，是上海京劇院和前身上海市人民京劇團的主要丑角演員，在樣板戲《海港》中饰演主要反面人物階級敵人錢守維（甲組和彩色電影版）。
學生有嚴慶谷等多人。